# La Haute-Saint-Charles
La Haute-Saint-Charles – jedna z sześciu dzielnic miasta Québec. Została powiększona 1 listopada 2009 roku poprzez włączenie poddzielnicy Val-Bélair (dotychczas stanowiącej część dzielnicy Laurentien).

## Poddzielnice
La Haute-Saint-Charles jest podzielone na 5 poddzielnic:
- Loretteville
- Lac-Saint-Charles
- Des Châtels
- Saint-Émile
- Val-Bélair